# NGC 1809
NGC 1809 is een spiraalvormig sterrenstelsel in het sterrenbeeld Goudvis. Het hemelobject werd op 10 december 1834 ontdekt door de Britse astronoom John Herschel.

## Synoniemen
- ESO 56-48
- IRAS 05023-6937
- PGC 16599